# Anna Brons
Anna Alberdina (Anna) Brons (Den Helder, 27 mei 1920) is een Nederlandse schilderes.

## Leven en werk
Brons werkte aanvankelijk als bibliothecaresse, maar geïnspireerd door haar echtgenoot - de in 1998 overleden beeldend kunstenaar Karl Jakob van Beekum - begon zij in 1976 te schilderen. Haar onderwerpen zijn mensen en dieren, met name poezen, die zij schildert in een naïeve stijl. Zij is lid van de Groninger Kunstkring De Ploeg. Haar werk werd vanaf het eind van de jaren zeventig regelmatig geëxposeerd in Nederland en in Duitsland. In 2011 werd haar werk - en dat van haar overleden echtgenoot - geëxposeerd onder de titel "Goud van Brons".